# فاونتن هيلز (أريزونا)
فاونتن هيلز (بالإنجليزية: Fountain Hills, Arizona)‏ هي بلدة تقع في مقاطعة ماريكوبا، أريزونا بولاية أريزونا في الولايات المتحدة. تأسست عام 1989، تبلغ مساحتها (كم²)، وترتفع عن سطح البحر م، بلغ عدد سكانها 22554 نسمة في عام 2011 حسب إحصاء مكتب تعداد الولايات المتحدة .

## التركيبة السكانية
حدّد مكتب تعداد الولايات المتحدة بيانات التركيبة السكانية لفاونتن هيلز في تعداد الولايات المتحدة. في ما يلي، التركيبة السكانية حسب تعدادي 2000 و2010.

### تعداد عام 2000
بلغ عدد سكان فاونتن هيلز 20,235 نسمة بحسب تعداد عام 2000، وبلغ عدد الأسر 8,653 أسرة وعدد العائلات 6,514 عائلة مقيمة في البلدة. في حين سجلت الكثافة السكانية 383.5 نسمة لكل كيلومتر مربع (993.3/ميل2). وبلغ عدد الوحدات السكنية 10,491 وحدة بمتوسط كثافة قدره 198.8 لكل كيلومتر مربع (514.9/ميل2).
وتوزع التركيب العرقي للبلدة بنسبة 96.26% من البيض و0.59% من الأمريكيين الأفارقة و0.49% من الأمريكيين الأصليين و0.89% من الأمريكيين ذوي الأصول الآسيوية و0.06% من سكان جزر المحيط الهادئ و0.66% من الأعراق الأخرى و1.06% من عرقين مختلطين أو أكثر و3.05% من الهسبانيون أو اللاتينيون من أي عرق.
بلغ عدد الأسر 8,653 أسرة كانت نسبة 24.9% منها لديها أطفال تحت سن الثامنة عشر تعيش معهم، وبلغت نسبة الأزواج القاطنين مع بعضهم البعض 66.7% من أصل المجموع الكلي للأسر، ونسبة 6.1% من الأسر كان لديها معيلات من الإناث دون وجود شريك،  بينما كانت نسبة 2.5% من الأسر لديها معيلون من الذكور دون وجود شريكة وكانت نسبة 24.7% من غير العائلات. تألفت نسبة 19.9% من أصل جميع الأسر من عدة أفراد يعيشون في نفس المنزل ونسبة 7.8% كانت تتألف من شخص يعيش بمفرده يبلغ من العمر 65 عاماً أو أكثر. وبلغ متوسط حجم الأسرة المعيشية 2.34، أما متوسط حجم العائلات فبلغ 2.67.
بلغ العمر الوسطي للسكان 46.4 عاماً. وكانت نسبة 18.5% من القاطنين تحت سن الثامنة عشر، وكانت نسبة 4.4% بين الثامنة عشر والرابعة والعشرين عاماً، ونسبة 24.6% كانت واقعةً في الفئة العمرية ما بين الخامسة والعشرين والرابعة والأربعين عاماً، ونسبة 33.3% كانت ما بين الخامسة والأربعين والرابعة والستين، ونسبة 19.1% كانت ضمن فئة الخامسة والستين عاماً فما فوق. يوجد لكل 100 أنثى 93.4 ذكر، ويوجد لكل 100 أنثى في الثامنة عشر من عمرها فما فوق 91.1 ذكر.
بلغ متوسط دخل الأسرة في البلدة 61,619 دولارًا، أما متوسط دخل العائلة فبلغ 68,185 دولارًا. وكان متوسط دخل الذكور 50,324 دولارًا مقابل 32,307 دولارًا للإناث. وسجل دخل الفرد الخاص بالبلدة 32,230 دولارًا. وكانت نسبة 2.2% من العائلات ونسبة 4.1% من السكان تحت خط الفقر، وكان من هؤلاء نسبة 5.4% تحت سن الثامنة عشر ونسبة 3.8% في الخامسة والستين من العمر وما فوق.

### تعداد عام 2010
بلغ عدد سكان فاونتن هيلز 22,489 نسمة بحسب تعداد عام 2010، وبلغ عدد الأسر 10,339 أسرة وعدد العائلات 7,121 عائلة مقيمة في البلدة. في حين سجلت الكثافة السكانية 426.3 نسمة لكل كيلومتر مربع (1,104.1/ميل2). وبلغ عدد الوحدات السكنية 13,167 وحدة بمتوسط كثافة قدره 249.6 لكل كيلومتر مربع (646.5/ميل2).
وتوزع التركيب العرقي للبلدة بنسبة 94.10% من البيض و0.97% من الأمريكيين الأفارقة و0.58% من الأمريكيين الأصليين و1.83% من الأمريكيين ذوي الأصول الآسيوية و0.10% من سكان جزر المحيط الهادئ و1.06% من الأعراق الأخرى و1.36% من عرقين مختلطين أو أكثر و4.11% من الهسبانيون أو اللاتينيون من أي عرق.
بلغ عدد الأسر 10,339 أسرة كانت نسبة 18.6% منها لديها أطفال تحت سن الثامنة عشر تعيش معهم، وبلغت نسبة الأزواج القاطنين مع بعضهم البعض 59.4% من أصل المجموع الكلي للأسر، ونسبة 6.7% من الأسر كان لديها معيلات من الإناث دون وجود شريك،  بينما كانت نسبة 2.8% من الأسر لديها معيلون من الذكور دون وجود شريكة وكانت نسبة 31.1% من غير العائلات. تألفت نسبة 25.7% من أصل جميع الأسر من عدة أفراد يعيشون في نفس المنزل ونسبة 11.5% كانت تتألف من شخص يعيش بمفرده يبلغ من العمر 65 عاماً أو أكثر. وبلغ متوسط حجم الأسرة المعيشية 2.16، أما متوسط حجم العائلات فبلغ 2.56.
بلغ العمر الوسطي للسكان 53.9 عاماً. وكانت نسبة 14.4% من القاطنين تحت سن الثامنة عشر، وكانت نسبة 4.7% بين الثامنة عشر والرابعة والعشرين عاماً، ونسبة 15.8% كانت واقعةً في الفئة العمرية ما بين الخامسة والعشرين والرابعة والأربعين عاماً، ونسبة 37.3% كانت ما بين الخامسة والأربعين والرابعة والستين، ونسبة 27.8% كانت ضمن فئة الخامسة والستين عاماً فما فوق. وتوزع التركيب الجنسي للسكان بنسبة 47.8% ذكور و52.2% إناث.

## توأمة
لفاونتن هيلز (أريزونا) اتفاقيات توأمة مع:
- زاموشتش (28 يونيو 2014 - )[7]

## وصلات خارجية
- Town of Fountain Hills, Arizona
- The US50 - Cities and Towns in Arizona State
- Arizona Cities and Towns, Facts, Map, Flag, Colleges, Government, and More